# Akademija Nauk
Der Akademija Nauk (russisch Акаде́мия Нау́к) ist ein Stratovulkan im südlichen Teil der russischen Halbinsel Kamtschatka.
Der Caldera-Rand des nach der Russischen Akademie der Wissenschaften benannten Vulkans erreicht eine Höhe von maximal 1180 Meter. Am Ende des Pleistozäns respektive vor etwa 30.000 Jahren entstanden die beiden Calderen Odnoboki (5 × 4 km) sowie Akademija Nauk (3 × 5 km, ausgefüllt vom Karymskoje-See).
Der einzige historisch bekannte Ausbruch ereignete sich am 2. Januar 1996, als während einer explosiven Eruption aus Kratern nahe der Nordnordwest-Seite der Caldera basaltisches und rhyolithisches Material mit einem geschätzten Volumen von 40 Millionen Kubikmetern ausgestoßen wurde. Frühere Eruptionen in der Gegend nördlich des Karymskoje-Sees wurden auf Grundlage von Radiokarbon-Untersuchungen auf etwa 950 v. Chr., 3850 v. Chr. sowie 5500 ± 500 v. Chr. datiert, wobei die Aktivitäten in Form von Spalteneruptionen und pyroklastischen Strömen aufgetreten sind.

## Einzelnachweise

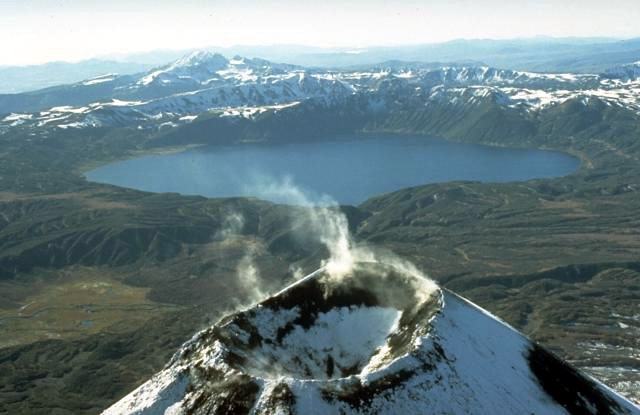
Der Vulkan Karymski, im Hintergrund südlich die wassergefüllte Caldera des Akademija Nauk